# Obús M115

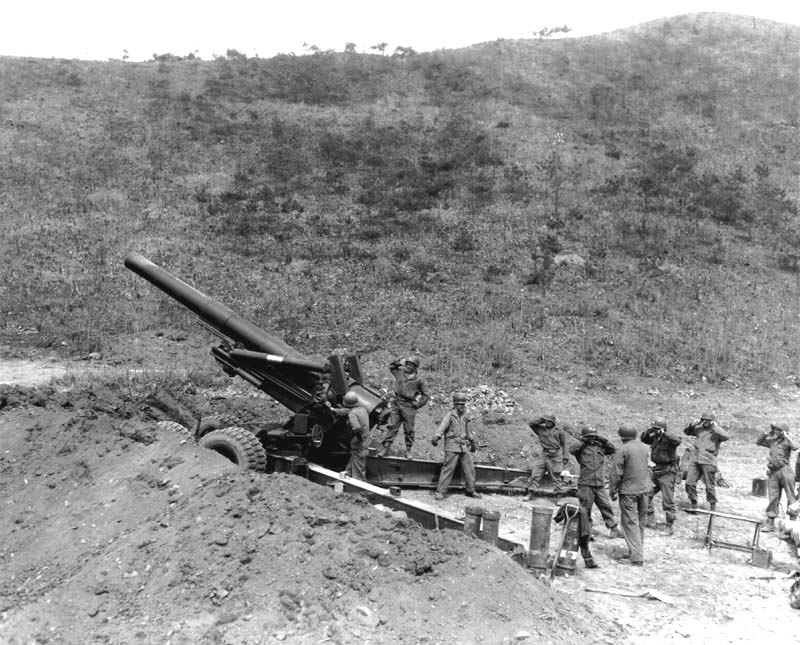
El M115 en Corea.

El M115 de 203 mm era un obús remolcado producido inicialmente para el Ejército de los Estados Unidos.

## Historia
Su desarrollo comenzó en la década de 1920, pero se dilató debido a la falta de presupuesto, siendo retomado en la década de 1930. Un prototipo del obús fue sometido a pruebas en el Aberdeen Proving Ground y entró seguidamente en producción, bajo la designación 8-inch Howitzer M1, equipando las primeras baterías estadounidenses el año siguiente. Se diseñó una versión autopropulsada basada en el carro de combate M4 Sherman, el M43, pero su producción fue muy limitada. El M115 empleado en combate en la Segunda Guerra Mundial, la guerra de Corea y la Guerra de Vietnam, y fue suministrado a ejércitos de países alineados con los Estados Unidos. La mayoría de sus usuarios acabaron reemplazadolo con el obús autopropulsado M110, del mismo calibre.

## Munición
El M115 podía disparar tanto munición convencional como química o nuclear. Entre su munición convencional estaba la M106 unitaria de alto explosivo, la M404 de alto explosivo con 104 granadas antipersonal M43A1 y la M509 con 195 granadas anticarro/antipersonal M42. La munición M426 podía contener el agente químico VX o el GB y la nuclear fue primero la M422 con la ojiva W33, de 5 a 10 toneladas de TNT de potencia, reemplazada luego por la M753 con la ojiva W79, de menor potencia.

## Operadores[2]
- Bélgica
- Corea del Sur
- Dinamarca
- España
- Estados Unidos
- Grecia
- India
- Irán
- Italia
- Japón
- Jordania
- Países Bajos
- Taiwán
- Turquía

### Listas relacionadas
- Anexo:Materiales históricos del Ejército de Tierra de España desde la posguerra